# Philipp Kohl (Regisseur)
Philipp Kohl (* 1983 in Mannheim) ist ein deutscher Filmemacher, Autor und Musiker. Als Regisseur wirkte er an öffentlich-rechtlichen Filmproduktionen und freien Dokumentarfilmen mit, für die er mitunter auch die Musik komponierte. Kohl ist außerdem Gesellschafter der Produktionsfirma GALLIONfilm. Er ist verheiratet und lebt zusammen mit seiner Frau und zwei gemeinsamen Töchtern in Mannheim.

## Leben und Werdegang
Philipp Kohl wuchs in Mannheim auf und machte dort das Abitur. Anschließend studierte er in Heidelberg an der Ruprecht-Karls Universität Ethnologie und Politikwissenschaft. Noch vor seinem Abschluss als Magister Artium, erschien 2011 beim Projektor Filmverleih sein filmisches Erstlingswerk Transnationalmannschaft, bei dem Kohl Regie führte, als Co-Produzent auftrat und auch die Musik komponierte. Der Film porträtiert einen multikulturellen Mannheimer Stadtteil während der Fußball-WM 2010 und hinterfragt die Begrifflichkeiten „deutsch sein“ und „Heimat“. Für diesen Film und seine besonderen Verdienste um Menschen mit Migrationshintergrund erhielt Kohl 2012 die von der Bundesregierung verliehene Integrationsmedaille. Im selben Jahr wurde er wissenschaftlicher Mitarbeiter der Landtagsabgeordneten Helen Heberer und trat in die SPD ein.
2013 veröffentlichte Kohl seine dem Fachgebiet Urban Anthropology zuzurechnende Abschlussarbeit Aufwertung und Identität im transkulturellen Raum.
Im selben Jahr wurde er Gesellschafter der Mannheimer Filmproduktionsfirma GALLIONfilm, mit der er seitdem Eigen- und Auftragsproduktionen zu den Themen Musik, Kultur und Stadtgesellschaft realisiert. Er arbeitet bis heute frei- und hauptberuflich als Regisseur, Autor und Filmproduzent.
Kohls zweiter Dokumentarfilm Niemandsland – über die Zukunft einer verlassenen Stadt, den er in Doppelregie mit  Donni Schoenemond erstellte, erschien 2017. Auch die Musik für diesen Film schrieb Kohl gemeinsam mit Schoenemond.
2022 erschien die im Auftrag der ARD produzierte 6-teilige Dokumentarserie DeutschRand, ein Roadtrip durch die vermeintlich abgehängten Gebiete Deutschlands, bei der Kohl als einer von drei Autoren und Drohnenpilot der Serie bei zwei Folgen auch Regie geführt hat.
2023 produzierte er mit GALLION und dem gemeinnützigen Verein POW e.V., die von ihm geschriebene YouTube-Reihe "Wer Macht Hier Was?!", in welcher er kommunalpolitische Zusammenhänge, Funktionsweisen und Akteuren in einfacher Sprache erklärte. Kohl trat für dieses Projekt zur Präsentation selbst vor die Kamera.

## Ehrenamtliche Tätigkeiten
Philipp Kohl engagiert sich seit 2015 ehrenamtlich in verschiedenen Projekten. So entwickelte er 2015 den alternativen Weihnachtsmarkt Merry Messplatz, der zusammen mit der Alten Feuerwache umgesetzt wurde. 2018 gründet er den gemeinnützigen Verein POW e.V., als dessen Vorstand er im selben Jahr die gemeinwohlorientierte Flächennutzung ALTER realisierte, die 2019 mit dem Deutschen Nachbarschaftspreis (BW) ausgezeichnet wurde. Seit 2021 setzt der Verein das Beteiligungsprojekt OASE um, bei dem es sich um eines von 13 Pilotprojekten der nationalen Stadtentwicklungspolitik handelt.

## Filmografie (Auswahl)

### Regisseur
- 2011: Transnationalmannschaft
- 2017: Niemandsland – Über die Zukunft einer verlassenen Stadt
- 2018: Joris – Ich bin jetzt
- 2021: Von Ponys und Dollars
- 2022: DeutschRand – Stadt, Land, Kluft?

### Musik
- 2011: Transnationalmannschaft (Soundtrack)
- 2017: Niemandsland – Über die Zukunft einer verlassenen Stadt (Soundtrack)

## Schriften
- Artikel Jenseits der Leitkultur – Religiöse Freiheit im Zeichen des gegenseitigen Respekts. In: Joachim Theiß (Hrsg.) RELI – aus gutem Grund, Deutscher Katecheten Verein, München 2011, ISBN 978-3-88207-413-0.
- Aufwertung und Identität im transkulturellen Raum, Springer VS, Wiesbaden 2013, ISBN 978-3-658-02562-5.

## Preise
- 2012: Integrationsmedaille
- 2012: Aydin Aksünger Integrationspreis[20]
- 2019: Deutscher Nachbarschaftspreis (BW)